# Den fantastiske Fantomas
Den fantastiske Fantomas (franska: Fantômas contre Scotland Yard) är en fransk-italiensk kriminalfilm från 1967 i regi av André Hunebelle.
Filmen är den sista i en serie om tre filmer, baserade på Marcel Allain och Pierre Souvestres romaner om karaktären Fantômas.

## Rollista i urval
- Jean Marais - Fandor/Fantomas
- Louis de Funès - kommissarie Juve
- Mylène Demongeot - Helene Gurn
- Jacques Dynam - kommissarie Bertrand
- Robert Dalban - chefredaktören
- Françoise Christophe - lady Rashley
- Jean-Roger Caussimon - lord Rashley
- Henri Serre - Andre Berthier